# Долина Совести
«Доли́на Со́вести» — фантастический роман Марины и Сергея Дяченко, получивших звание лучших писателей-фантастов Европы в 2005 году. Какое-то время книга называлась «Путы», затем была переименована.
По определению Сергея Дяченко, «Для нас этот роман — <…> первый эксперимент в жанре как бы чистой „психологической фантастики“. Это сознательный отказ от внешнего действия в пользу действия внутреннего».
Роман получил премии «Бронзовая улитка», «АБС-премия», «Лунный меч», «Звёздный мост» и др.

## Краткий пересказ сюжета
Главный герой Влад Палий обладает необычным свойством: люди, которые какое-то время с ним регулярно общаются, оказываются от него в зависимости, подобной наркотической. Расставшись с Владом пусть даже на короткое время, они начинают испытывать душевные и физические мучения, развиваются тяжёлые заболевания. Иногда это приводит и к смертельному исходу.
Влад не сразу осознал происходящее с ним, а когда ему стало очевидно, что происходит, то, изначально чистый и порядочный, он приходит к решению избегать устойчивых контактов с людьми, жить в одиночестве. В юности Влад полюбил девушку по имени Анна, но, сохранив эту любовь на всю жизнь, он тем не менее навсегда отдалился от Анны, боясь вызвать у неё зависимость. Внешне эта любовь проявляется лишь в нечастой переписке, но помогает Владу бороться с отчаянием, согревая его жизнь.
Но однажды Влад сам оказался во власти подобной зависимости. Он встретил Анжелу, женщину с аналогичными способностями, которая выбрала совершенно иной жизненный путь: она «привязывает» к себе богатых мужчин, высасывает их, подобно пауку, и бросает, в результате чего её жертвы погибают. Влад и Анжела, прикованные друг к другу незримыми узами, обречены на сосуществование: расставание для обоих гибельно. Финал романа отнюдь не благостен, но герой всё же выходит победителем, пусть и ценой собственной жизни…

## Главные герои
Влад Палий — герой романа, детский писатель, автор цикла о Гран-Грэме. С детства обладает способностью приковывать к себе людей. Неизвестно, кто его родители: он приёмный ребёнок.
Анжела — антагонист героя. Имеет те же возможности, что и у Влада, но, в отличие от него, готова использовать их ради достижения собственных целей. Красивая женщина, властолюбивая и жестокая, но глубоко несчастная. Её истинные родители неизвестны.
Анна — главная любовь Влада.
Гран-Грэм — незаконнорождённый тролль, альтер эго героя. Именно он и произносит слова о Долине Совести: «Мы не пойдём через Долину Совести, — твёрдо сказал Грэм. — Никто из нас не имеет шансов пройти её… Только бессовестный человек, которому незнакомо чувство вины, выживет в Долине».

## Литературные особенности
В отличие от других романов Дяченко — например, «Пещеры», «Армагед-дома», — фантастическое допущение здесь затрагивает не весь мир, а одного человека. В «Долине Совести» фантастичен не мир, не антураж, а психологические взаимоотношения героев. Герои этого романа пребывают во вполне реальном, современном городе, но тем не менее — в искажённом психологическом пространстве, где они находятся постоянно, каждую минуту. Влад и Анжела чужды друг другу, не имеют друг с другом ничего общего и всё же не могут друг без друга обойтись. Как Влад, так и Анжела — это человек-наркотик. Однако, невзирая на это, оба главных героя достоверны. Их образ души изменён, но это не делает их менее реалистичными.
«Долина Совести» — роман неспешный, сюжетной динамики в нём мало. Ряд сюжетных нитей обрывается, чуть ли не повисая в воздухе. В каждой из частей романа, по сути, происходит лишь одно событие, а всё прочее — подготовка к нему либо его следствия. Одна из причин этого — «биографический жанр». Человеческая жизнь, если её рассматривать всю, от начала до конца, — как правило, бессюжетна и в значительной мере лишена причинно-следственных связей, поэтому и в книге о человеческой судьбе эта судьба должна быть лишена видимой цели и должна теряться среди бесконечности упущенных возможностей. В «Долине Совести», например, вопрос, кто пытается убить Анжелу, оказывается второстепенным — будь известен читателю ответ на него, ничего бы не изменилось. Постоянные покушения — лишь одно из ряда бедствий, обрушиваемых на героев равнодушным миром.
Влад, в отличие от героев ряда других произведений Дяченко, не искупает вину своего народа или своего мира и не спасает человечество — он спасает лишь тех, кого мог бы привязать к себе. Принцип, исповедуемый Владом, — недеяние, или, иначе говоря, «уход». В «Долине Совести» (и в этом одно из её отличий от других «городских» текстов Дяченко) не происходит ничего сверхъестественного, ломающего систему. В романе «Ведьмин век» ведьма-матка отказалась от своей сущности, в «Пещере» сааг пощадил сарну, в повести «Кон» Кон усомнился в своей правоте — в «Долине Совести» таких сюжетных поворотов нет. Более того, читатель едва ли не с первых глав догадывается, что ничего изменить не удастся и что Влад должен будет до конца жизни терпеть его собственный, ненавидимый им дар.
В «Долине Совести» Дяченко отказываются от одного из своих самых типичных сюжетных поворотов — выбора в финале. Читателю не показан решающий поворот в жизни главного героя, когда Влад выбирает жизнь отшельника: этот поворот скрыт временны́м провалом между первой и второй частями, и бо́льшая часть романа — лишь последствия этого выбора (что тоже нетипично для Дяченко). Влад пытался совершить самоубийство — но безуспешно, и финал романа от него не зависит: освобождение, любимая женщина и смерть в финале просто к нему приходят. Это — победа недеяния. «Разумные люди всегда побеждают», и тот, кто отягощён совестью и памятью, не может перейти через Долину Совести; однако читателю демонстрируется именно жизнь «неразумного» человека, отказавшегося от колоссальных возможностей (Анжела обещает Владу все царства мира и их славу, подобно тому, как сатана обещает их Христу), спустившегося в Долину и при этом сберёгшего свою душу.
Все составляющие «Долины Совести» подчинены изображению психологии главных героев и их взаимоотношений, остальное — второстепенно. С этим связана и камерность романа. «Долина Совести» очень похожа на пьесу для двух актёров. Ситуация «двое в замкнутом пространстве» появляется ещё в раннем произведении Дяченко — «Ритуале», где, впрочем, она решена совсем по-другому. Арман и Юта, герои «Ритуала», двигались навстречу друг другу — Влад и Анжела же стремятся разобраться в самих себе, прийти к осознанию, что сделало их такими. Это осознание если и достигнуто, то одностороннее: Анжела видит Влада чуть ли не насквозь, он же почти не видит её устремлений и попадает в ловушку. Воспоминания и диалог важнее внешнего действия, поступка.
Эстетика «Долины Совести» — это эстетика не реалистического романа, а театральных декораций. Реальность, окружающая героев, оказывается в значительной степени цитатной. Например, первая глава заставляет вспомнить произведения Крапивина; в ещё большей мере условен «диснейлендовский» дворец супермиллиардера. Структура романа (он состоит из пяти частей) — осознанное или невольное соблюдение формы классической трагедии. Мир «Долины Совести» выглядит «остранённым», и герои в нем — чужие; он похож на стерильную лабораторию, где проходит эксперимент. Характерной особенностью «Долины Совести» является «смещённая» топонимика (и то же касается ономастики в целом), которая замыкает внимание читателей в предложенном проблемном пространстве: мир романа очень похож на наш реальный мир, однако реальные географические привязки отсутствуют, все имена персонажей обобщённо-славянские (хотя и в какой-то мере с западноукраинским или балканским колоритом) или обобщенно-европейские: Анжела, Артур, Оскар. 
«Долина Совести» — роман не остросюжетный, не проблемный, не концептуальный, лишь психологический; это книга-поиск. Сопереживание героям у читателей либо возникает, либо нет. Оценки читателей были полярны — причиной тому отсутствие подпорок, поддерживающих читательский интерес. Тем не менее в творчестве Дяченко этот роман очень значим, представляя собой эксперимент, без которого не состоялись бы последующие их книги.

## Проблематика
Писатель и критик Виталий Каплан отмечал:

Конечно, фантастика есть фантастика, и ясно, что узы — не более чем условный приём. Однако проблемы-то в романе ставятся нешуточные. Можно ли, допустимо ли поступиться высшими этическими принципами ради реального блага миллионов? Что такое подлинная свобода, подлинная любовь? Нет, конечно, в рамках религий или философских учений имеются ответы, но такие общие… а жизнь так конкретна…

## Награды
- «Бронзовая улитка»-2002[5]
- «АБС-премия»[4]
- «Русская фантастика» (2002)[6]
- «Сигма-Ф» (2002)[7]
- «Лунный меч»[8]
- «Звёздный мост»[4]
- Большая Урания[4]

## Издания
- М.: Эксмо, 2001 (сер. «Нить времён»).
- М.: Эксмо, 2005 (сер. «Шедевры отечественной фантастики»), в сборнике «Городской цикл».
- Харьков: Инвестор, 2005 (сер. «Звездный мост»).
- М.: Эксмо, 2005 (сер. «Триумвират»).
- М.: Эксмо, 2007 (сер. «Стрела Времени. Миры М. и С. Дяченко», «Стрела Времени»).
- М.: Эксмо, 2008 (сер. «Миры М. и С. Дяченко»), в сборнике «Долина Совести».
- М.: Эксмо, 2010 (сер. «Гиганты фантастики / Гиганты фэнтези»), в сборнике «Трон».
- М.: Э, 2017 (сер. «Лучшая фантастика Марины и Сергея Дяченко»).
- М.: Эксмо, 2023 (сер. «Метафантастика Марины и Сергея Дяченко»).

Роман также издавался в переводах на польский язык (2003 год) и на украинский язык (2008 год).